# Dean Ambrose
Jonathan Good (Cincinnati, 7 december 1985), beter bekend als Dean Ambrose of Jon Moxley, is een Amerikaans professioneel worstelaar die sinds 2019 actief is in All Elite Wrestling (AEW). Van 2011 tot april 2019 kwam hij uit voor de World Wrestling Entertainment. Good werd enorm populair als lid van de worstelgroep The Shield, met Seth Rollins en Roman Reigns.
Ambrose is een voormalig WWE World Heavyweight Champion, was met 351 dagen de 3e meest succesvolle houder van het WWE United States Championship en is tevens een tweevoudig WWE Intercontinental Champion. Ambrose was in augustus 2017 de 16e worstelaar die het ereteken Grand Slam Championship voltooide. Ambrose won immers alle vereiste kampioenschappen. Voorts is hij de 27e Triple Crown Champion in de geschiedenis. Ambrose en Seth Rollins wonnen twee keer het WWE Raw Tag Team Championship als "The Shield".
Na het oorspronkelijke uiteenvallen van "The Shield" in 2014 vertoonde het krankzinnige alter ego "Dean Ambrose" sterke gelijkenissen met het gimmick van de overleden professioneel worstelaar Brian Pillman en The Joker uit de Batman-films. Zijn bijnaam luidt The Lunatic Fringe.

## Jeugdjaren
Jonathan Good groeide op in Cincinnati (Ohio). Zijn vader werkte op 112 kilometer afstand van het gezin, waardoor Good voornamelijk opgevoed werd door zijn moeder. Hij was in zijn jeugdjaren een toegewijde fan van Bret Hart. Daarenboven gaf Good te kennen dat hij het professioneel worstelen destijds aanwendde als wraking voor zijn moeilijke jeugd.
Good sprak dat het kopen van een eerste huis tot nog toe zijn grootste verwezenlijking is. Hij stopte reeds met school op zijn achttiende, toen hij volop aan zijn conditie werkte en als zodanig een carrière als worstelaar ambieerde.

## Professioneel worstelcarrière (2004-)

### Onafhankelijk circuit (2004-2011)

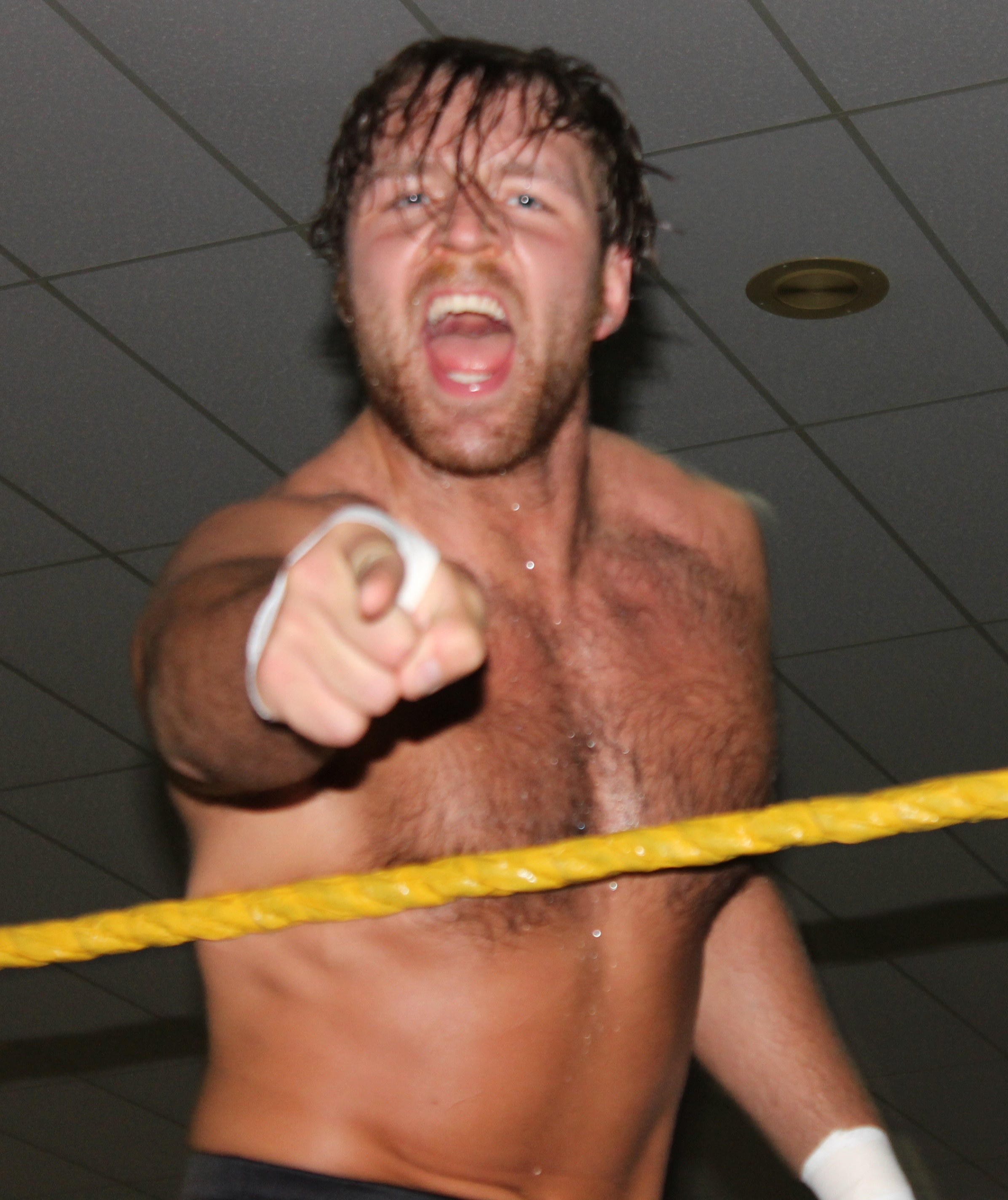
Good als "Dean Ambrose" in oktober 2012

Good was 8 jaar lang een vaste waarde in het onafhankelijke worstelcircuit als "Jon Moxley", wat inhoudelijk wil zeggen dat hij tijdens deze periode exclusief worstelde voor enigerlei worstelpromoties die het met minder financiële middelen moeten stellen dan de gerenommeerde promoties zoals World Wrestling Entertainment (WWE) of Total Nonstop Action Wrestling (TNA). Good kwam op die manier achtereenvolgens uit voor Heartland Wrestling Association, Insanity Pro Wrestling, Combat Zone Wrestling en Dragon Gate USA. Hij werkte samen met andere beloftevolle worstelaars als Paul London, Nick Gage en Brian Kendrick tegen ervaren worstelaars als Tommy Dreamer. Hij won er verschillende lokale kampioenschappen bij de categorie zwaargewichten.
Hij worstelde tevens twee wedstrijden voor het beter bekende Ring of Honor. Beide wedstrijden werden echter niet op televisie uitgezonden (jargon: dark match). Good was heel even te zien in de hoger ingeschatte promoties Full Impact Pro (FIP) en Evolve. Hij nam het FIP World Heavyweight Championship over van Roderick Strong. Voor Evolve stond Good een keer tegenover Austin Aries. Het was naast zijn voornaamste meteen ook de laatste wedstrijd van Good bij deze promotie. Zijn prestaties werden finaal opgemerkt door de kapitaalkrachtige promoties, waaronder World Wrestling Entertainment (WWE).

### World Wrestling Entertainment/WWE (2011-2019)

#### FCW & NXT (2011-2012)
Op 4 april 2011 sloot Good een overeenkomst met World Wrestling Entertainment (WWE), aanvankelijk als "Jon Moxley". Op 27 mei 2011 begon hij bij de Florida Championship Wrestling, een opleidingscentrum van WWE, en kreeg de ringnaam "Dean Ambrose". Op 3 juli 2011 maakte hij zijn FCW-debuut en daagde Seth Rollins en andere FCW-worstelaars uit.
In het najaar van 2011 kreeg hij de kans om FCW-titels te veroveren zoals het FCW 15 Championship en het FCW Florida Heavyweight Championship, maar slaagde er niet in om de titels te winnen. In het voorjaar van 2012 kreeg Ambrose meerdere live-evenementen (jargon: house shows), wat uiteindelijk resulteerde in zijn grote debuut in het najaar van 2012.

#### The Shield (2012-2014)
Op 18 november 2012 maakte Ambrose zijn grote televisiedebuut bij het evenement Survivor Series, waar hij samen met zijn kompanen Roman Reigns, Seth Rollins een haast zegezekere Ryback aanviel om hem uit te schakelen voor de titelwedstrijd om het WWE Championship. Dit leidde tot uiteindelijke winst van regerend kampioen CM Punk, die John Cena hierdoor makkelijk kon verslaan. Een dag later gooiden ze Ryback, net zoals bij het evenement Survivor Series, door de commentatorentafel heen. Op 19 mei 2013, bij het evenement Extreme Rules, veroverde Ambrose het WWE United States Championship, zijn eerste titel in de WWE, door kampioen Kofi Kingston te verslaan.
Tijdens een aflevering van Monday Night Raw op 5 mei 2014 moest Ambrose de titel afstaan aan Sheamus. Na het uiteenvallen van "The Shield" kwam hij soms in conflict met "The Authority" vanwege wraakgedachten. Ook stond hij toen bekend om zijn 'Good Guy'-rol als de beste vriend van Roman Reigns. In 2015 en 2016 worstelde hij vaak in tag-teamverband met Roman Reigns en soms nog enkele (afwisselende) worstelaars, zoals tegen The Wyatt Family, met wisselend resultaat. Ambrose kruiste vanaf de zomer van 2014 de degens met Seth Rollins, onder meer in een Hell in a Cell match bij het evenement Hell in a Cell in oktober, waar hij verloor.

#### Grand Slam & reünie "The Shield" (2016-2018)

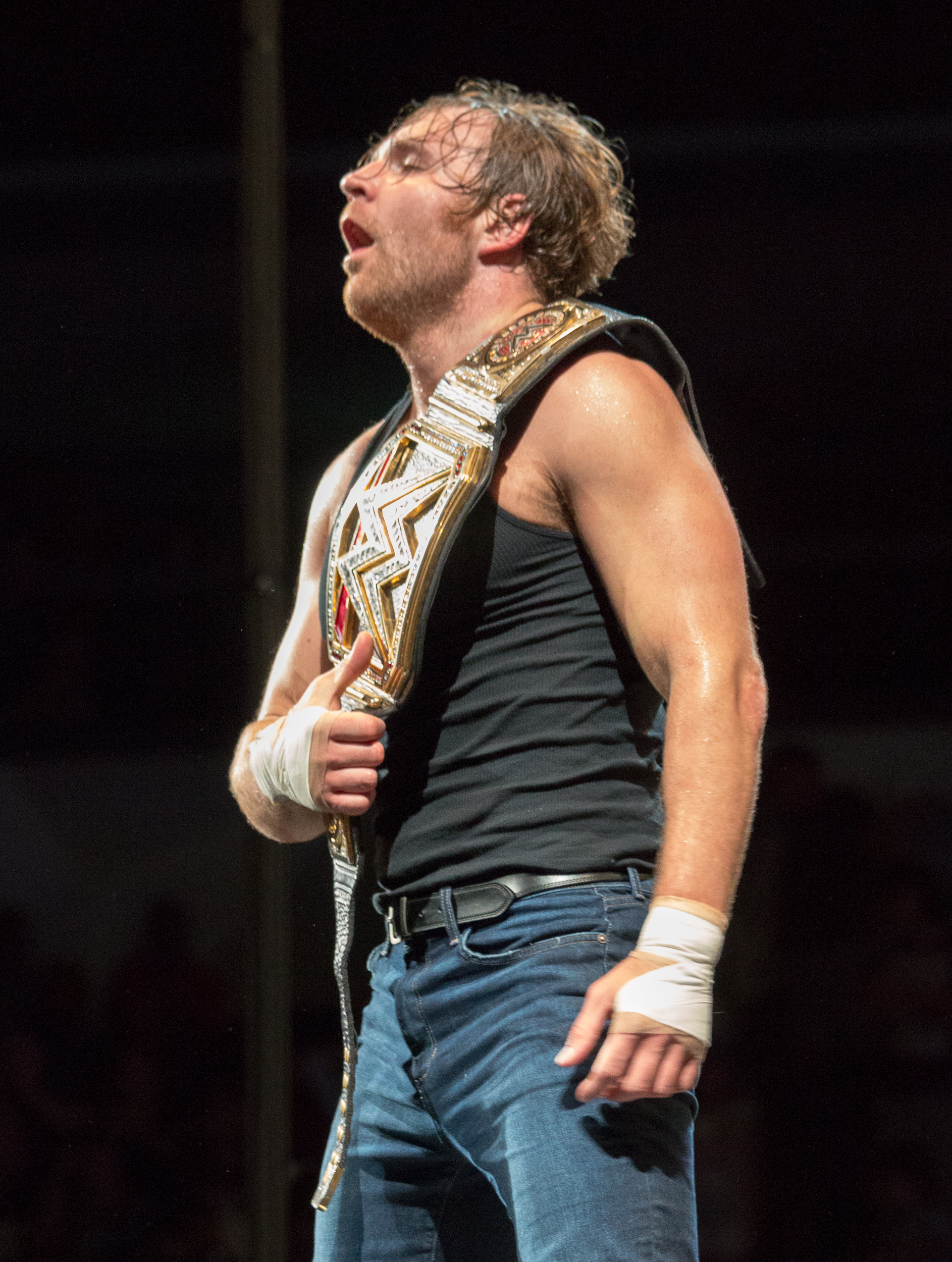
Dean Ambrose als WWE World Heavyweight Champion in 2016

In het voorjaar van 2016 verloor Ambrose een wedstrijd om het WWE World Heavyweight Championship van Triple H bij het evenement Roadblock. Dit nadat hij nipt de Royal Rumble niet had gewonnen waarbij de titelriem van Roman Reigns op het spel stond. De Rumble ging inclusief het kampioenschap naar Triple H, die echter in april 2016 de titel weer zou verliezen aan Reigns bij WrestleMania 32. Op 19 juni 2016 was hij een deelnemer in de traditionele Money in the Bank ladder match. Ambrose won de wedstrijd en kon daarmee gelijk wanneer hij wilde, een contract indienen - de Money in the Bank-koffer - voor een kans op het WWE World Heavyweight Championship. Ambrose diende nog dezelfde avond zijn koffer in en won de titel na 9 seconden van Seth Rollins die eerder op de dag de titel had gewonnen van Reigns. Tijdens de aflevering van Monday Night Raw na het evenement Money in the Bank wilden zowel Rollins als Reigns een kans op de titel, dus Ambrose besliste het op te nemen tegen Rollins en Reigns bij het evenement Battleground. Ambrose kon zegevieren en de titel behouden.
Bij het volgende evenement, meer bepaald SummerSlam in augustus 2016, verdedigde hij de titel met succes tegen Dolph Ziggler. A.J. Styles en Ziggler bepaalden wie de tegenstander van Ambrose zou worden. A.J. Styles won deze wedstrijd en als dusdanig verdedigde Ambrose het kampioenschap bij het evenement Backlash, waar hij verloor van Styles en het WWE Championship kwijtspeelde. Bij het evenement No Mercy kon Ambrose de titel eventueel terugkrijgen tegen zowel John Cena als A.J. Styles, maar Styles versloeg Cena en bleef de titelhouder. Bij het evenement Survivor Series, in november 2016, vond een wedstrijd plaats tussen worstelaars van de programma's Raw en SmackDown, waarbij Ambrose deel uitmaakte van "Team SmackDown" naast A.J. Styles, Bray Wyatt, Randy Orton en Shane McMahon. Ze namen de scalp van "Team Raw".
Vervolgens had Ambrose een kamp tegen A.J. Styles, bij het evenement TLC: Tables, Ladders & Chairs om het WWE Championship, maar Ambrose werd verslagen. Tijdens een aflevering van SmackDown op 3 januari 2017 wist Ambrose een belangrijke wedstrijd te winnen tegen The Miz voor het WWE Intercontinental Championship, zo werd Ambrose de titelhouder. Op 10 januari 2017 meldde Ambrose dat hij zou deelnemen aan de Royal Rumble. Ambrose kon zijn stempel niet drukken.
In de zomer van 2017 keerde hij met Seth Rollins terug als The Shield. Na hun reünie kwam ook Romain Reigns er weer bij. Ambrose won als zodanig met Rollins twee keer het WWE Tag Team Championship. Eerst versloegen ze Cesaro en Sheamus bij het evenement SummerSlam in augustus 2017 en ten slotte Dolph Ziggler en Drew McIntyre op 22 oktober 2018. Ambrose voltooide, na winst van het eerste, het Grand Slam Championship.
In het voorjaar van 2018 was Ambrose lange tijd out met een blessure. Hij vierde op 13 augustus 2018 zijn rentree. Ambrose stond aan de zijde van Seth Rollins bij het evenement SummerSlam tegen Dolph Ziggler, waarna Rollins zegevierde.

#### Kroniek rond vertrek (2018-2019)
Tijdens een aflevering van Monday Night Raw op 22 oktober 2018 veroverden Ambrose en Rollins voor de tweede keer het Raw Tag Team Championship. Ambrose en Rollins versloegen Dolph Ziggler en Drew McIntyre, maar na de wedstrijd viel Ambrose een onvoorbereide Rollins aan. Dit leidde tot een tweede breuk van The Shield, nadat Rollins verraad had gepleegd aan Ambrose (en Roman Reigns) in juni 2014. Door deze actie speelde Ambrose voor het eerst de rol van heel (slechterik). Twee weken later stak hij zijn kogelwerende vest, een populair kenmerk van "The Shield", in brand. Roman Reigns keerde terug op 25 februari 2019 nadat hij (non-fictief) genezen werd verklaard van leukemie, waarna "The Shield" terugkeerde. "The Shield" ging op 11 maart 2019 definitief "als vrienden voor het leven" uit elkaar.
Ambrose was de grote afwezige bij WrestleMania 35 in april 2019. Het contract van vertolker Jonathan Good was aflopend, maar gesprekken over een contractverlenging waren eind 2018 reeds spaak gelopen, waardoor zijn vertrek plots reëel was geworden Ambrose zou volgens verschillende media in de loop van het jaar 2019 de federatie verlaten.
Ambrose' vertrek werd op 27 april 2019 uiteindelijk officieel. Ambrose worstelde zijn laatste wedstrijd voor WWE op 21 april 2019, als "The Shield" met Rollins en Reigns. "The Shield" versloeg Drew McIntyre, Bobby Lashley en Baron Corbin bij het evenement The Shield's Final Chapter.

### All Elite Wrestling/AEW (2019)

#### Terugkeer van Jon Moxley
Op 25 mei 2019 debuteerde hij onder zijn oorspronkelijke ringnaam "Jon Moxley" voor de nieuwe worstelorganisatie All Elite Wrestling bij het evenement Double or Nothing, dat werd gehouden in Las Vegas, Nevada. Moxley verstoorde een wedstrijd tussen Kenny Omega - die hij viseerde - en Chris Jericho.

## In het worstelen
- Finishers
  - Als Dean Ambrose
    - Arm trap cross-legged STF - Geparodieerd van William Regal
    - Midnight Special
    - Running knee lift to an opponent's head – Geparodieerd van William Regal
    - Headlock Driver
    - Dirty Deeds (heden)

  - Als Jon Moxley
    - Hook and Ladder
    - Moxicity
    - One Hitter
    - Death rider/paradigm Shift

- Signature moves
  - Crossface chickenwing
  - Fujiwara armbar
  - Piledriver
  - Superplex
  - Vertical suplex powerbomb
  - Dirty Deeds

- Managers
  - Christina Von Eerie
  - Trina Michaels

- Bijnamen
  - "Street Dog"
  - "The Lunatic Fringe"
  - "The Nut Case"
  - "The Titty Master "

## Prestaties
- AEW
  - AEW World Championship (1 keer)

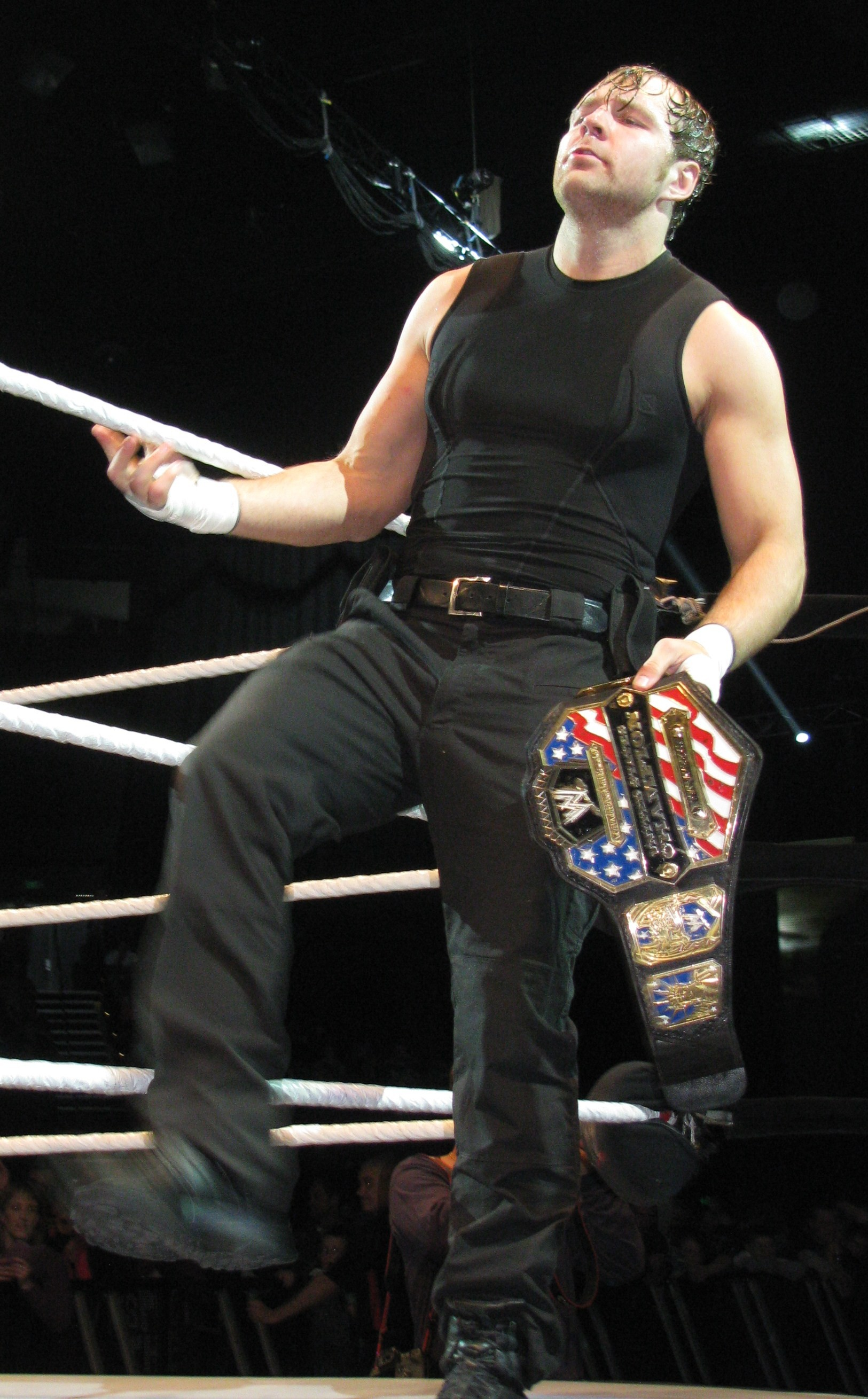
Ambrose als WWE United States Champion

  - AEW World Championship No. contender toernooi 2020
- Combat Zone Wrestling
  - CZW World Heavyweight Championship (2 keer)

- Full Impact Pro
  - FIP World Heavyweight Championship (1 keer)

- Heartland Wrestling Association
  - HWA Heavyweight Championship (3 keer)
  - HWA Tag Team Championship (5 keer; met Jimmy Turner (1x), Ric Byrne (1x), Cody Hawk (1x) en King Vu (2x))
  - Attack of the Trios (2009) – met Dean Jablonski & Dick Rick

- Insanity Pro Wrestling
  - IPW World Heavyweight Championship (2 keer)
  - IPW Mid-American Championship (1 keer)

- International Wrestling Association
  - IWA World Tag Team Championship (1 keer; met Hade Vansen)

- westside Xtreme wrestling
  - wXw World Tag Team Championship (1 keer; met Sami Callihan)
- Mad-Pro Wrestling
  - MPW Heavyweight Championship (2 keer)
  - MPW Tag Team Championship (1 keer)

- WWE
  - WWE United States Championship (1 keer)
  - WWE Intercontinental Championship (2 keer)
  - WWE World Heavyweight Championship (1 keer)
  - WWE Raw Tag Team Championship (2 keer, met Seth Rollins)
  - Money in the Bank 2016 (1 keer)
  - Triple Crown Championship (27e)
  - Grand Slam Championship (16e)
  - Slammy Awards
    - Breakout Star of the Year (2013 en 2014)
    - Faction of the Year (2013 en 2014) - met The Shield
    - Trending Now (Hashtag) of the Year (2013) - #BelieveInTheShield

  - WWE Year-End Awards (2 keer)
    - Best Reunion (2018)- met The Shield
    - Return of the Year (2018)